# SMS Iltis (1898)
SMS Iltis (1898) – niemiecka kolonialna kanonierka z końca XIX wieku, zbudowana przez stocznię Schichau dla Kaiserliche Marine, która dała nazwę serii sześciu okrętów. Służyła na Dalekim Wschodzie, dziedzicząc nazwę po poprzedniej kanonierce, operującej na tym obszarze.
Duża kanonierka kolonialna, porównywalna z małymi krążownikami innych flot współczesnych. Miała wyporność 1031 ton (następne okręty klasy nieco więcej), długość 63,9 m na linii wodnej (między pionami), szerokość 9,1 m i zanurzenie 3,63 m. Dwukominowa i dwumasztowa, podobnie jak SMS "Jaguar" posiadała taran; pozostałe okręty typu "Iltis" miały dzioby proste. Uzbrojenie składało się z czterech armat 88 mm i sześciu karabinów maszynowych.
Brała udział w bitwie o forty Dagu 17 czerwca 1900 roku, podczas powstania bokserów, ostrzeliwując chińskie baterie. Trafiona, straciła 8 poległych i 11 rannych członków załogi.
Zatonęła po zdobyciu niemieckiej bazy w Qingdao przez siły alianckie na początku I wojny światowej.